# 임세미
임세미(한국 한자: 林世美, 1987년 5월 29일 ~ )는 대한민국의 배우이자 모델, 유튜버이자 방송인이다.
신체: 167cm

## 생애
1987년 5월 29일 서울특별시 강남구에서 아버지 임만규 어머니 이은숙 사이에서 태어나 1남 2녀 중 둘째로 출생한 그녀의 종교는 무종교이며 가족으로는 오빠 임진무가 있으며 2004년 쌈지 카탈로그 모델로 데뷔하였고 2005년 KBS 2TV 드라마 《성장드라마 반올림 2》를 통해 배우로 데뷔하였고 언북중학교와 진선여자고등학교를 거쳐 동덕여자대학교 방송연예학과를 졸업했다. 배우 전소민의 1년 후배이며 
대표 작품으로는 2014년 SBS 드라마 《사랑만 할래》, 2015년 KBS 2TV 드라마 《오늘부터 사랑해》, 2016년 드라마 《쇼핑왕 루이》, 2018년 MBC 드라마 《내 뒤에 테리우스》 등이 있다.

## 경력
- 2004년 쌈지 카탈로그 모델

## 출연 작품

### 드라마
- 2005년 KBS2 《성장드라마 반올림 2》 ... 임세미 역
- 2006년 MBC 《베스트극장 - 사랑해, 울지마》
- 2010년 SBS 《호박꽃 순정》 ... 오효선 역
- 2011년 MBC 《넌 내게 반했어》 ... 차보운 역
- 2011년 MBC 《애정만만세》 ... 경미 역
- 2013년 SBS 《그 겨울 바람이 분다》 ... 손미라 역
- 2013년 MBC 《투윅스》 ... 오미숙 역
- 2013년 MBC 《제왕의 딸 수백향》 ... 은혜왕후 역
- 2013년 KBS2 《KBS 드라마 스페셜 - 연우의 여름》 ... 윤지완 역
- 2014년 SBS 《사랑만 할래》 ... 최유리 역
- 2014년 MBC 《MBC 드라마 페스티벌 - 내 인생의 혹》 ... 신금지의 어머니 역 (특별 출연)
- 2015년 TV조선 & tvN 《위대한 이야기 - 영자의 전성시대》 ... 경아 역
- 2015년 KBS2 《오늘부터 사랑해》 ... 윤승혜 역
- 2016년 MBC 《굿바이 미스터 블랙》 ... 차지수 역
- 2016년 MBC 《쇼핑왕 루이》 ... 백마리 역
- 2017년 KBS2 《완벽한 아내》 ... 정나미 역
- 2017년 KBS2 《KBS 드라마 스페셜 - 우리가 못 자는 이유》 ... 이유정 역
- 2017년 MBC 《투깝스》 ... 고봉숙 역
- 2018년 tvN 《멈추고 싶은 순간 : 어바웃 타임》 ... 배수봉 역
- 2018년 tvN 《미스터 션샤인》 ... 구동매의 어머니 역 (특별 출연)
- 2018년 MBC 《내 뒤에 테리우스》 ... 유지연 역
- 2020년 JTBC 《날씨가 좋으면 찾아가겠어요》 ... 김보영 역
- 2020년 tvN 《반의 반》 ... 김지수 역 (특별 출연)
- 2020년 tvN 《여신강림》 ... 임희경 역
- 2022년 JTBC 《디 엠파이어 : 법의 제국》 ... 윤은미 역
- 2023년 TVING 《방과 후 전쟁활동》 ... 박은영 역
- 2023년 Disney+ 《최악의 악》 ... 유의정 역
- 2024년 MBC 《원더풀 월드》 ... 한유리 역
- 2024년 Netflix 《돌풍》 … 서정연 역
- 2024년 tvN 《O'PENing - 고물상 미란이》  … 신미란 역
- 2025년 tvN 《그놈은 흑염룡》 ... 서하진 역
- 2025년 SBS 《트라이 : 우리는 기적이 된다》 … 배이지 역

### 영화
| 연도 | 제목             | 역할       | 감독          | 비고      |
| ---- | ---------------- | ---------- | ------------- | --------- |
| 2007 | 복면달호         | 최 회장 딸 | 김상찬 김현수 |           |
| 2011 | 멋진 인생        | 조연출     | 신춘수        |           |
| 2019 | 돈               | 예지       | 박누리        |           |
| 2020 | 구직자들         |            | 황승재        | 독립 영화 |
| 2021 | 첫 출근          | 여자       | 변정욱        | 단편 영화 |
| 2021 | 해피 버스데이 투 |            | 김영준        | 단편 영화 |
| 2022 | 어웨이크         | 한소진     | 이윤호        |           |
| 2024 | 하이재킹         | 문영       | 김성한        |           |
| 2024 | 딸에 대하여      | 그린       | 이미랑        |           |

### 연극
| 연도 | 제목               | 역할                                      | 기간                  | 비고 |
| ---- | ------------------ | ----------------------------------------- | --------------------- | ---- |
| 2012 | 도둑놈 다이어리    | 마희진                                    | 2012.09.14~2012.12.31 |      |
| 2013 | 그와 그녀의 목요일 | 어린 정연옥 (배종옥, 유정아, 정재은 아역) | 2013.11.29~2014.01.19 |      |
| 2014 | 그와 그녀의 목요일 | 어린 정연옥 (배종옥, 유정아, 정재은 아역) | 2014.03.01~2014.05.11 |      |
| 2014 | 그와 그녀의 목요일 | 어린 정연옥 (배종옥, 유정아, 정재은 아역) | 2014.06.13~2014.06.14 |      |
| 2021 | 완벽한 타인        | 비앙카                                    | 2021.05.18~2021.08.01 |      |
| 2021 | 완벽한 타인        | 비앙카                                    | 2021.08.13~2021.08.14 |      |

### 예능
| 연도 | 방송사 | 제목                     | 역할   | 비고                  |
| ---- | ------ | ------------------------ | ------ | --------------------- |
| 2017 | MBC    | 미스터리 음악쇼 복면가왕 | 참가자 | 2017.07.09~2017.07.16 |
| 2017 | 패션N  | 팔로우미 8S              | 진행자 | 2017.08.10~2017.09.28 |
| 2017 | SBS    | 런닝맨                   | 게스트 | 377회 2017.11.19      |
| 2020 | 유튜브 | 세미의 절기 (웹 예능)    | 진행자 | 2020.10.05~           |
| 2024 | JTBC   | 배우반상회               | 게스트 | 6회 2024.03.16        |

### 광고
| 연도 | 기업             | 제품           | 종류          | 공동 출연 |
| ---- | ---------------- | -------------- | ------------- | --------- |
| 2004 | 쌈지             | 쌈지스포츠     | 운동복        |           |
| 2005 | 다음커뮤니케이션 | 다음플래닛     | 포털 사이트   |           |
| 2005 | 스맥스코리아     | 스맥스         | 운동복        |           |
| 2006 | 롯데제과         | 빼빼로         | 과자          | 아유미    |
| 2007 | SK텔레콤         | SK텔레콤 T     | 이동통신      |           |
| 2011 | 옴파로스         | 옴파로스       | 옷            | 윤시윤    |
| 2013 | 현대자동차그룹   | 현대자동차그룹 | PR            |           |
| 2014 | 디그             | 디그           | 온라인 쇼핑몰 |           |

## 수상 및 후보
| 연도 | 시상식        | 부문                                | 작품             | 결과 |
| ---- | ------------- | ----------------------------------- | ---------------- | ---- |
| 2004 | 엔짱 선발대회 | 장려상                              | 빈칸             | 수상 |
| 2015 | KBS 연기대상  | 일일극부문 여자 우수연기상          | 오늘부터 사랑해  | 후보 |
| 2016 | MBC 연기대상  | 미니시리즈부문 여자 황금연기상      | 쇼핑왕 루이      | 수상 |
| 2017 | MBC 연기대상  | 월화극부문 여자 우수연기상          | 투깝스           | 후보 |
| 2018 | MBC 연기대상  | 수목 미니시리즈부문 여자 우수연기상 | 내 뒤에 테리우스 | 후보 |

## 가족 관계
- 아버지 : 임만규
- 어머니 : 이은숙
- 오빠 : 임진무
- 새언니: 이효림
- 여동생